# Can Puig (Cabrera de Mar)
Can Puig és una masia de Cabrera de Mar (Maresme) inclosa a l'Inventari del Patrimoni Arquitectònic de Catalunya.

## Descripció
Masia de tres cossos, amb el teulat a dues aigües, i el carener paral·lel a la façana, pel que el frontó no està ubicat a la façana principal. L'edifici té tres alçades, planta baixa, planta pis i golfes. Aquesta darrera planta està caracteritzada per un seguit de finestres rectangulars de mòdul més petit que les de la planta baixa i pis. Les finestres del primer pis són rectangulars, sense que se n'observin ni les llindes ni els brancals de pedra, sinó que estan esboçats en el morter. Les dues finestres dels cossos laterals de la planat baixa són d'arcs rebaixats, en sintonia amb la porta principal. Per altra banda cal destacar que la porta no és d'arc de mig punt ni dovellada, sinó que ens trobem davant d'una entrada d'arc carpanell. A la porta s'hi accedeix per una llargs graons. De la façana sobresurt el balcó del cos central, a l'alçada del primer pis, decorat amb esgrafiats a banda i banda per motius al·legòrics i heràldics. Un d'aquests motius, similar al seu simètric, és un rellotge de sol. Al cantó esquerre de l'edifici s'hi ha annexat un cos de doble alçada amb galeria porticada a l'alçada del primer pis.
Destaca també el celler, amb paviments, arcs torals i voltes de mocador originals, que encara conserva el cup i les premses.
Cal destacar alguns exemplars de l'arbrat, encapçalats per la palmera de Canàries centenària i el xiprer, un dels més alts de les cases del poble, que a nivell paisatgístic li confereixen un valor afegit. Cal sumar al conjunt l'alzina, que no presenta tronc únic, sinó quatre troncs que surten del sòl (Rovira i Vinyals 2005).

## Història
La primera menció documental que tenim de l'indret cal que l'anem a buscar a inicis del segle XIV, i a la relació dels qui compren la Casa de Cabrera de l'any 1387 a Francesc de Sant Vicenç, apareixen també els Puig (Modolell 1993). En el fogatge de 1497 apareix en Barthomeu Puig associat a aquesta propietat, tal vegada el mateix Bartomeu Puig de can Puig d'Agell que comprarà la Casa de Cabrera l'any 1531, juntament amb el Castell de Burriac, per a la Universitat (Modolell 1993). En el fogatge de 1553 es torna a esmentar el cognom.
Cal ressenyar l'anècdota que recull Modolell (Coll i Modolell 1999: 231-232), en la que expliquen que a la casa hi havia "l'habitació del pecat" on no s'hi deixava entrar ningú. Segons explica era el lloc que utilitzava la reina Isabel II en les seves visites a Barcelona per trobar-se amb els seus amants.